# Wendy Kaminer
Wendy Kaminer, née le 28 décembre 1949, est une avocate, journaliste et écrivaine américaine. Elle est connue pour ses livres sur des sujets de société, comme le féminisme avec « A Fearful Freedom: Women's Flight From Equality » (Une effrayante liberté : La fuite des femmes vis-à-vis de l’égalité ») ou les croyances et l'irrationalité avec I'm Dysfunctional, You're Dysfunctional: The Recovery Movement and Other Self-Help Fashions (Je suis dysfonctionnel, tu es dysfonctionnel : le mouvement de développement personnel et autres modes) ainsi que Sleeping with Extra-Terrestrials : The Rise of Irrationalism and Perils of Piety (Coucher avec les extraterrestres : la montée de l’irrationnalisme et les risques de la piété »).

## Militante
À la fin des années 1970, Kaminer travaille avec le mouvement radical « Women Against Pornography (WAP)» (Femmes contre la pornographie) » au sein duquel elle a défendu les libertés protégées par le Premier amendement de la Constitution des États-Unis en s’opposant à la recherche de solutions juridiques au problème apparent de la pornographie
Elle est également une critique de ce qu'elle a appelé le « féminisme protectionniste » de la fin du XXe siècle auquel elle préfère un « féminisme égalitaire ». Elle s'est en particulier exprimée en 1993 sur « la crise d’identité du féminisme ».
Kaminer a été membre de l’ACLU dans le  Massachusetts jusqu’en 2009. Elle a été impliquée dans une série de controverses en 2003 autour de la critique des dirigeants de l’ACLU,.
Elle écrit entre autres pour The Atlantic, The New York Times, The Wall Street Journal, Newsweek. Elle a commenté l'affaire Strauss-Kahn dans The Atlantic.